# Zœbersdorf
Zœbersdorf korábbi község Franciaországban, Bas-Rhin megyében. Lakosainak száma 181 fő (2018. január 1.). Zœbersdorf Bosselshausen, Geiswiller, Issenhausen, Lixhausen és Wickersheim-Wilshausen községekkel határos.
2018. január 1-jén Geiswiller korábbi községgel egyesült és az így létrejött Geiswiller-Zœbersdorf új község része lett.

## Népesség
A település népessége az elmúlt években az alábbi módon változott:
| Lakosok száma | 172  | 178  | 183  | 181  |
|               | 2013 | 2015 | 2017 | 2018 |